# Gilcimar (ur. 1981)
Gilcimar, właśc. Gilcimar Chaves Caetano (ur. 19 marca 1981 w Itaperunie) – brazylijski piłkarz występujący na pozycji napastnika.

## Kariera klubowa
Wychowanek klubu CR Flamengo z Rio de Janeiro. Karierę na poziomie seniorskim rozpoczął w 2000 roku w São Cristóvão FR, następnie występował w Madureira EC, Nova Iguaçu FC oraz Serrano FC.
W połowie 2005 roku odbył testy w Zagłębiu Lubin prowadzonym przez Dražena Beska, po których podpisał umowę. W I lidze rozegrał 1 spotkanie 20 sierpnia 2005 roku w przegranym 4:5 meczu przeciwko Lechowi Poznań. Na boisku pojawił się on w 76. minucie, zastępując Vladimíra Čápa. W 90. minucie otrzymał czerwoną kartkę za uderzenie w twarz Mariusza Mowlika. W odpowiedzi na to władze Zagłębia przesunęły go do zespołu rezerw, natomiast Wydział Dyscypliny PZPN ukarał go czterema meczami dyskwalifikacji. Po przyjściu do klubu trenera Franciszka Smudy, jego kontrakt rozwiązano w styczniu 2006 roku.
Po odejściu z Zagłębia Gilcimar kontynuował karierę w klubach brazylijskich, kolejno: Madureira EC, Bangu AC i Artsul FC. W rundzie jesiennej sezonu 2007/08 grał w drugoligowym zespole Dubai CSC (Zjednoczone Emiraty Arabskie), po czym odszedł do Mesquita FC. Następnie był piłkarzem Nova Iguaçu FC, EC Tigres do Brasil i Duque de Caxias FC. W lipcu 2010 roku podpisał kontrakt z Liaoning Whowin. 28 lipca zadebiutował w Chinese Super League w meczu przeciwko Shenzhen Ruby, w którym zdobył bramkę. Ogółem w chińskiej ekstraklasie rozegrał on 15 spotkań i zdobył 4 gole. Od 2011 roku grał w niższych kategoriach rozgrywkowych w Brazylii. W 2016 roku wywalczył w barwach AA Portuguesa Copa Rio, po tym, gdy faktyczny zwycięzca finału Friburguense AC, został ukarany walkowerem za wystawienie nieuprawnionego zawodnika. Od stycznia 2019 roku Gilcimar występuje w Macaé EFC.

## Sukcesy
AA Portuguesa
Copa Rio: 2016